# ادوارد لوئیس
ادوارد لوئیس (انگلیسی: Edward Lewis؛ ۱۹ آوریل ۱۹۰۰ – ۲۹ ژانویهٔ ۱۹۸۰) بازرگان سرمایه‌گذار و کارآفرین اهل بریتانیا بود. وی دانش‌آموختۀ مدرسه راگبی و کالج ترینیتی، کمبریج بود.
علت شهرت او، سرپرستی و هدایت دکا رکوردز به مدت ۵ دهه از سال ۱۹۲۹ میلادی بود. او با مدیریت خود، این شرکت ضبط موسیقی را از تقریباً هیچ، به یک شرکت مهم و بزرگ ضبط آثار موسیقی مبدل کرد.
دکا رکوردز در دوران مدیریت او حلقه نیبلونگ ریشارد واگنر را برای نخستین بار منتشر کرد.